# Chiesa di Santa Sabina (Pomaro Monferrato)
La chiesa di Santa Sabina è la parrocchiale di Pomaro Monferrato, in provincia di Alessandria e diocesi di Casale Monferrato; fa parte dell'unità pastorale Madonna dell'Argine – San Giovanni Bosco.

## Storia
Da un documento del 1299 si apprende che la comunità di Pomaro dipendeva dalla pieve di Mediliano.
La chiesa pomarese venne riedificata all'inizio del XIV secolo; terminata nel 1308, fu consacrata il 19 luglio 1309 da monsignor Teodoro Zibramonti.
Nel 1474, con l'erezione della diocesi di Casale Monferrato, la parrocchia vi fu aggregata, mentre fino a quel momento aveva fatto parte dell'arcidiocesi di Vercelli.
La chiesa venne dotata nel 1771 di una nuova facciata barocca su progetto di Giovanni Baretti; l'edificio fu restaurato nel 1862 e agli inizi del XX secolo si provvide a rifare in stile neogotico il prospetto principale.

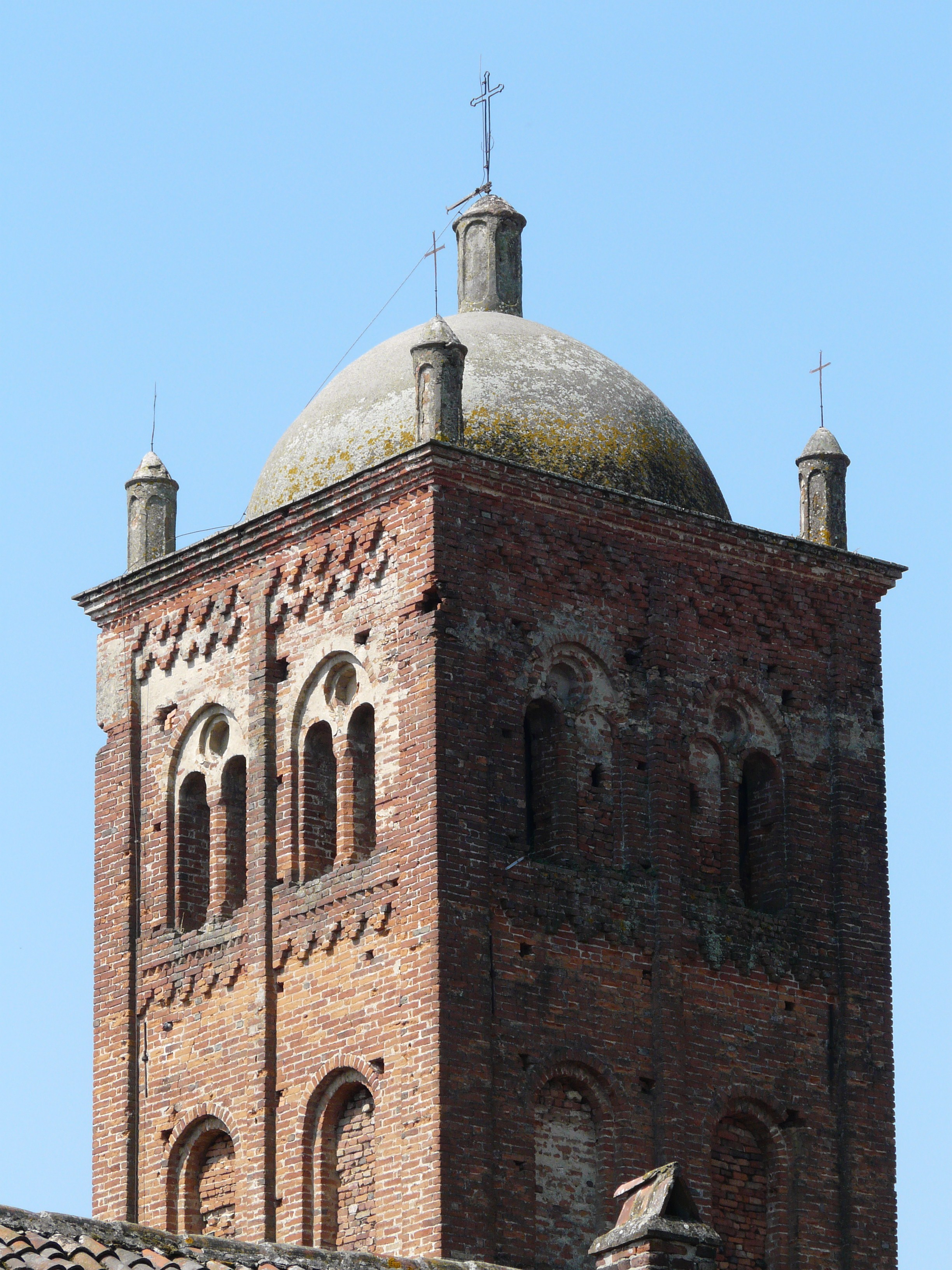
Il campanile

## Descrizione

### Esterno
La facciata a salienti della chiesa, che guarda a ponente, è suddivisa da paraste in tre porzioni; presenta tre portali sormontati da lunette contenenti dipinti realizzati da Giulio Cesari e altrettanti rosoni e sotto gli spioventi vi sono delle file di archetti pensili.
Annesso alla parrocchiale è il campanile in cotto a base quadrata; la cella, ospitante un concerto di cinque campane, presenta su ogni lato delle bifore ed è coronata dalla cupola.

### Interno

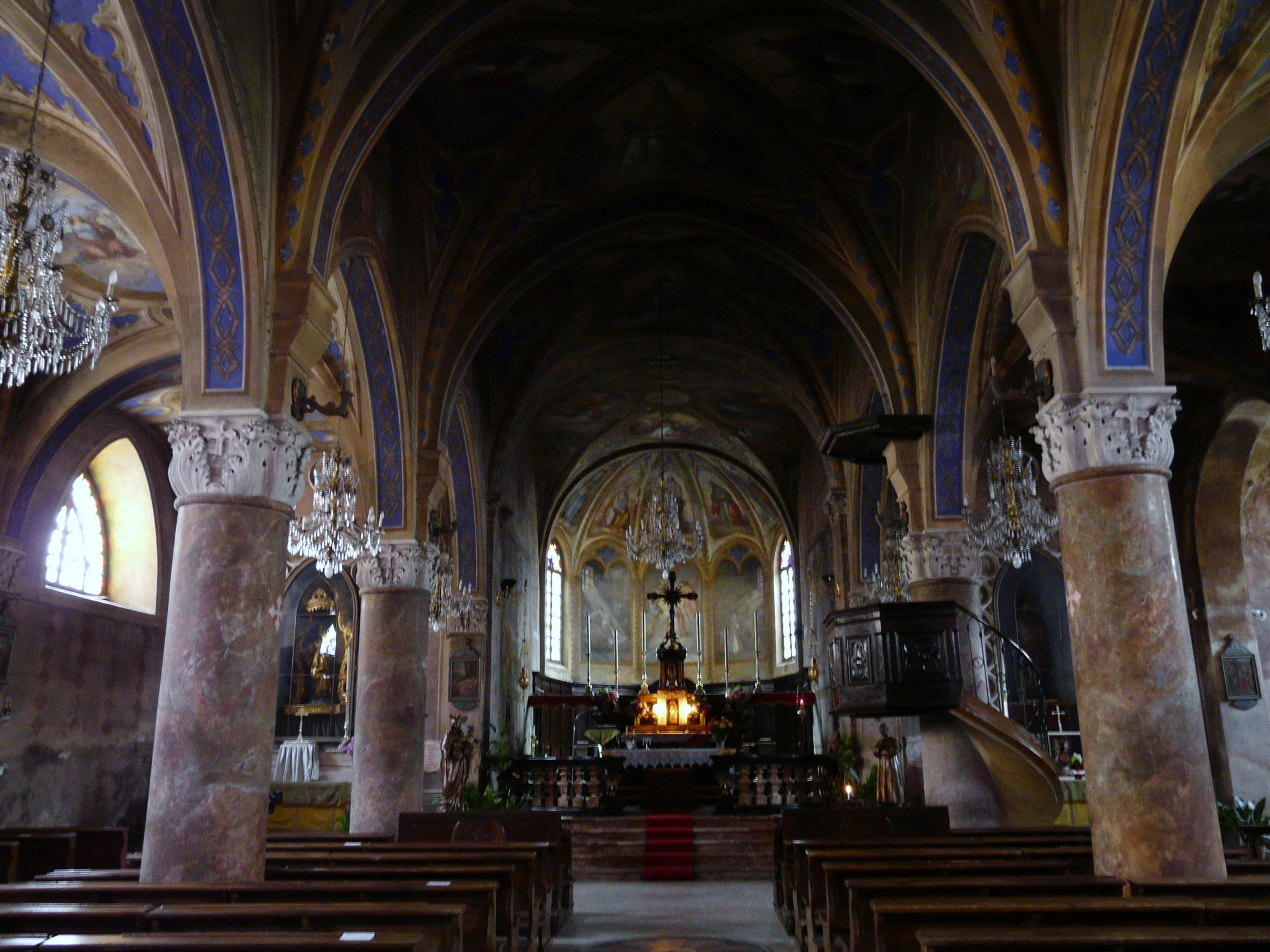
L'interno

L'interno dell'edificio è suddiviso in tre navate da colonne sorreggenti archi a sesto acuto, sopra i quali si imposta la volta a crociera; al termine dell'aula si sviluppa il presbiterio, a sua volta chiuso dall'abside.
Qui sono conservate diverse opere di pregio, tra le quali un lacerto d'affresco raffigurante un santo guerriero, risalente al XVI secolo, la statua con soggetto la Madonna del Rosario, intagliata nel Settecento, la pala ritraente la Natività, eseguita probabilmente da Giuseppe Giovenone nel Cinquecento, l'organo, costruito nel 1911 da Carlo Pera, la tela della Madonna del Rosario, realizzata nella bottega di Giuseppe Giovenone il Giovane, e la pala di San Pietro Apostolo, dipinta nella maniera di Pier Francesco Guala.